# Palfuria retusa
Palfuria retusa là một loài nhện trong họ Zodariidae.
Loài này thuộc chi Palfuria. Palfuria retusa được Eugène Simon miêu tả năm 1910.